# Шеметов, Виктор Александрович
Виктор Александр Шеметов (1825 год — 15 марта, 1862 год) — доктор медицины Санкт-Петербургской медико-хирургической академии, надворный советник.

## Биография
Родился в 1825 году, происходил из дворянского рода.
Шеметов получил медицинское образование в Харьковском университете 1852 году, получив звание лекаря и должность ординатора харьковских университетских клиник.
В 1855 году был назначен врачом Кременчугской комиссариатской больницы, в 1857 году назначен акушером в новгородской врачебной управе.
В 1860 году назначен старшим врачом харьковской больницы общественного призрения.
В 1861 году начал готовиться на докторский экзамен при Санкт-Петербургском медико-хирургической академии, в 1861 году защитил диссертацию на тему «Монография круглых язв желудка».
По защите диссертации уезжает в Харьков где умирает 15 марта в 1862 году, на момент смерти Шеметову было 37 .